# ميلاني أوليفاريس
ميلاني أوليفاريس مورا (بالإسبانية: Melani Olivares Mora) هي ممثلة إسبانية، ولدت في 18 فبراير 1973 في بادالونا في إسبانيا.

## روابط خارجية
- Melani Olivares على موقع IMDb (الإنجليزية)
- Melani Olivares على موقع قاعدة بيانات الفيلم (الإنجليزية)